# Gymnopatagus parvipetalus
Gymnopatagus parvipetalus är en sjöborreart som beskrevs av Baker och Ross Robert Mackerras Rowe 1990. Gymnopatagus parvipetalus ingår i släktet Gymnopatagus och familjen lyrsjöborrar. Inga underarter finns listade i Catalogue of Life.